# Georges Lefebvre (historien)
Pour les articles homonymes, voir Georges Lefebvre et Lefebvre.
Georges Lefebvre, né le 6 août 1874 à Lille et mort le 28 août 1959 à Boulogne-Billancourt, est un historien français spécialiste de la Révolution française.
Il préside à partir de 1932 la Société des études robespierristes, qui édite les Annales historiques de la Révolution française. Il occupe la chaire d’histoire de la Révolution française à la Sorbonne, de 1937 à 1945, et il est le premier directeur de l'Institut d'histoire de la Révolution française, dont il est le fondateur.

## Biographie

### Années de formation
Originaire du Nord de la France, Georges Lefebvre, fils d'un employé de commerce, gravit un à un, comme boursier, tous les échelons de la carrière universitaire. Il est le frère de Théodore Lefebvre (géographe et résistant) et l'oncle de Robert Laurent (historien des vignerons de la Côte-d'Or).
Agrégé d'histoire et de géographie en 1899, il enseigne dans le secondaire, à Cherbourg, Tourcoing, Lille puis, après 1918, à Paris, aux lycées Montaigne et Henri-IV jusqu'en 1924.
Élève à Lille du médiéviste Charles Petit-Dutaillis, Lefebvre abandonne très vite le Moyen Âge pour la période révolutionnaire. 

### Carrière universitaire
Il soutient sa thèse de doctorat en 1924, à l'âge de 50 ans, alors qu'il vient d'être nommé à l'université de Clermont-Ferrand. Nommé à l'université de Strasbourg en 1928, Lefebvre y rejoint les futurs fondateurs des Annales. Ses relations avec Marc Bloch élargissent ses perspectives. 
Nommé à la Sorbonne en 1935, Georges Lefebvre occupe deux ans plus tard la chaire d'histoire de la Révolution française, et fonde la même année l'Institut d'Histoire de la Révolution française. Il est alors chargé d'organiser les nombreuses commémorations pour le 150e anniversaire de la Révolution, prévues pour 1939.

### L'épreuve de la Seconde Guerre mondiale
Très marqué par les années de guerre, il conserve sa charge de cours pour ne pas laisser la chaire d'histoire de la Révolution française dans les mains du régime de Vichy. Les difficultés sont nombreuses et limitent les projets scientifiques de Lefebvre, qui dès 1940 ne peut faire paraître les Annales historiques de la Révolution française. En tant que président de la Société des études robespierristes, charge qu'il occupe depuis la mort d'Albert Mathiez en 1932, il doit faire face à la « mise en sommeil » contrainte et forcée de cette société, ainsi que de l'ensemble des cercles académiques et érudits liés aux études révolutionnaires.
La mort de son frère Théodore Lefebvre, géographe et résistant gaulliste, décapité dans une prison à Wolfenbüttel (Allemagne) en 1943, le laisse profondément traumatisé par la violence des années d'occupation. Ces événements ne sont pas sans expliquer ses choix plus engagés et plus radicaux d'après-guerre, notamment son analyse marxienne, sans être marxiste, de la Révolution.

### Un historien engagé à gauche
Militant de gauche décidé, guesdiste dans sa jeunesse socialiste de conviction, il doit largement à ses liens avec Jean Jaurès son orientation politique et idéologique à gauche.
Historien social, mais surtout historien dans la cité, Lefebvre fut lié dans sa vie comme dans ses recherches par un sentiment de solidarité fraternelle avec les hommes luttant pour la liberté. Cette vision engagée a certes fragilisé une partie de son œuvre. Toutefois, sa vaste érudition et sa foncière honnêteté ont permis à ses travaux de franchir sans difficultés le cap de la postérité.

## Apport à l'histoire de la Révolution française
La thèse qu'il présente en 1924, Les Paysans du Nord pendant la Révolution, est saluée par ses pairs (Alphonse Aulard, Albert Mathiez, Henri Pirenne), tant Lefebvre a su avec une constance remarquable dépouiller de très nombreuses sources statistiques mais aussi renouveler l'approche de cette période pourtant très étudiée. De plus, sa monographie s'inscrit dans les débuts de l'histoire économique et sociale au sein des études historiques en France.
Lefebvre est, certes, influencé par la lecture de Karl Marx qui le pousse à utiliser le paradigme de la lutte des classes pour analyser les rapports entre le peuple et les privilégiés. Pour autant, c'est un historien, non un polémiste, qui aborde la discipline dans toute sa complexité, en envisageant dans ses synthèses la conjonction des facteurs sociaux, économiques et politiques.

En 1932, il publie son œuvre la plus connue, première approche des mentalités collectives populaires, La Grande Peur de 1789. Ce livre lui vaut des commentaires très élogieux, quoique non dénués d'éléments critiques, de Marc Bloch, son collègue strasbourgeois qui écrit dans son compte rendu de l'ouvrage : 

« Sa portée, au regard de l'historien, réside avant tout, dans la valeur de symptôme, propre à déceler l'état du corps social ; et c'est de l'avoir en effet étudié de ce biais que la méthode de M. Lefebvre tire son originalité. Partant de cet ensemble de menus faits, immédiatement apparents et dont le pittoresque avait souvent masqué le sens profond, l'auteur, recherchant de proche en proche leur explication, nous fait pénétrer jusqu'au cœur de la société française du temps, dans sa structure intime et le lacis de ses multiples courants. »

Lefebvre a également écrit en 1939 un récit des origines de la Révolution française dans Quatre-vingt-neuf qui a un retentissement décalé du fait de la guerre. Il offre une version définitive de son interprétation des causes de cet événement dans un ouvrage intitulé La Révolution française (édition révisée en 1951) qui sera traduit en anglais (The French Revolution en 1962 et The French Revolution from 1793 to 1799 en 1964). 
Laissant pour un temps sa période de prédilection, il rédige durant la même époque, en 1941, un Napoléon  qui sera réédité plusieurs fois pendant plus d'une décennie. 
Georges Lefebvre a aussi prononcé à la Sorbonne un cours d'historiographie qui n'est publié qu'après sa mort (transcription de son cours de 1945-1946, La naissance de l'historiographie moderne en 1971).

## Hommages

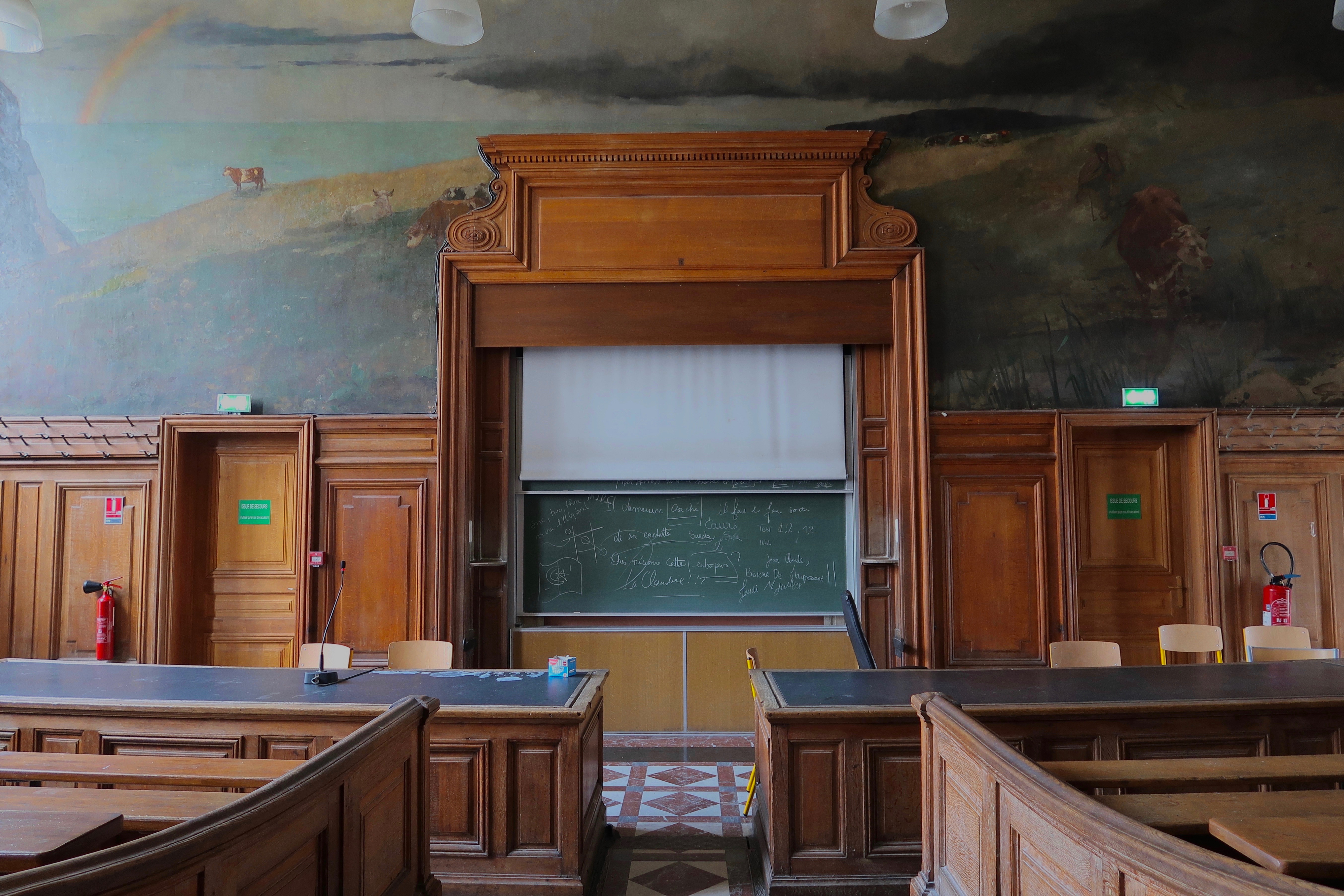
Amphithéâtre Lefebvre de la Sorbonne.

L'amphithéâtre de physique de la Sorbonne a été renommé amphithéâtre Lefebvre en sa mémoire, après le transfert des matières scientifiques de l'université sur le campus de Jussieu.
Une résidence universitaire du CROUS de Lille porte son nom.
Une rue du centre ville de la commune d Arleux porte également son nom.
La bibliothèque Georges Lefebvre est la bibliothèque de recherche de l’IRHiS-UMR 8529 (Univ. Lille, CNRS). Spécialisée sur l’ère géographique de l’Europe du Nord-Ouest. La bibliothèque a bénéficié des fonds de deux historiens, dont Georges Lefebvre, avec un fonds sur la Révolution française.

## Publications
- Annales de l'Est et du Nord (1907)
- Les Paysans du Nord pendant la Révolution française (1924), Prix Fabien de l'Académie française.
- Les origines de la Révolution française dans L'Évolution de l'humanité, no 72
- La Révolution Française, Presses Universitaires de France

1930 : 1re édition, co-écrite avec Raymond Guyot et Philippe Sagnac
1938 : 2e édition revue et augmentée, co-écrite avec Raymond Guyot et Philippe Sagnac
1951 : 3e édition remaniée (1re édition de la nouvelle rédaction), par Georges Lefebvre seul
1957 : 2e édition de la nouvelle rédaction
1963 : 3e édition de la nouvelle rédaction, à titre posthume
- La Grande Peur de 1789, éd. Félix Alcan (1932)
- Quatre-Vingt-Neuf : l'année de la Révolution (1939, rééd. 1970, rééd. 1989 aux Éditions Sociales)
- Napoléon, éd. Félix Alcan, coll. Peuples et civilisations, 606 p. (1935, rééd. 1955)
- Études sur la Révolution française 1954
- Études orléanaises, t. I - II : Contribution à l'étude des structures sociales à la fin du XVIIIe siècle - Subsistances et maximum (1789-an IV), Paris, Armand Colin, coll. « Mémoires et documents / Commission d'histoire économique et sociale de la Révolution française » (no 15), 1962-1963, 277 + 477 (présentation en ligne), [présentation en ligne], [présentation en ligne], [présentation en ligne], [présentation en ligne].